# Push It (песня Salt-N-Pepa)
«Push It» — песня американской группы Salt-N-Pepa. В 1987 году была стороной «Б» их сингла с песней «Tramp», а потом (позже в том же году) уже была издана  как сингл сама.
В первую версию вышедшего в 1986 году дебютного альбома группы Salt-N-Pepa Hot, Cool & Vicious песня «Push It» не входила, она была включена в его более позднее издание, появившееся в 1987 году.
Достигла 19 места в США (в Billboard Hot 100) и 2 места в Великобритании (в UK Singles Chart).
В 2004 году журнал Rolling Stone поместил песню «Push It» в исполнении группы Salt-N-Pepa на 440 место своего списка «500 величайших песен всех времён». В списке 2011 года песня находится на 446 месте.
Кроме того, в 2014 году британский музыкальный журнал New Musical Express поместил песню «Push It» в исполнении группы Salt-N-Pepa на 466 место своего списка «500 величайших песен всех времён».